# 진혜경
진혜경(1983년 2월 22일 ~ )은 대한민국의 배우이다. 주요 경력은 세계한류문화예술 교류연맹, 독도사랑 등에서 홍보대사로 선임되어 활동한 적이 있다.

## 출연

### 드라마
- 2014년 : KBS2 《내일도 칸타빌레》
- 2017년 : KBS2 《7일의 왕비》
- 2020년 : 채널A 《유별나 문셰프》

### 영화
- 2014년 : 왓니껴
- 2016년 : 하프
- 2016년 : 딜쿠샤
- 2020년 : 시호
- 2020년 : 슈팅걸스

### 예능
- 2014년 기막힌 이야기 실제상황